# Miguel Ángel Aguayo López
Miguel Ángel Aguayo López es Médico Cirujano y Partero por la Universidad Autónoma de Guadalajara (1972. Maestro en Ciencias Médicas por la Universidad de Colima (México). Es hijo de Ismael Aguayo Figueroa y de Estela López Romero. Nació en Colima, Colima, el 20 de agosto de 1951. 

## Estudios
Estudió la carrera de médico cirujano y partero en la Universidad Autónoma de Guadalajara. De 1985 a 1986 impartió clases en la Universidad Autónoma de Baja California y de 1990 a 2005 en la Universidad de Colima. 

## Rector
En el año 2003, el Rector Dr. Carlos Salazar Silva, de quien era su secretario privado, lo nombra Secretario General de la institución, cargo desde donde pudo aspirar a la Rectoría, la cual ganó para el periodo 2005-2008 luego de derrotar con 241 por 57 a Gustavo Ceballos Llerenas, (líder del Sindicato de Trabajadores de la Universidad) su único contendiente, después de que el tercer elemento de la terna se pronunciara en favor de Aguayo. El 1 de octubre de 2008 se reeligió en su cargo por cuatro años más hasta el 2013. 
El 6 de febrero de 2012 fue designado precandidato del Partido Revolucionario Institucional por el I Distrito Electoral Federal de Colima, dejando como encargado del despacho de la Rectoría a Ramón Arturo Cedillo Nakay, quien posteriormente sería electo como rector interino al tomar posesión como diputado federal Aguayo López. 
Dentro de la Universidad de Colima fungió como Secretario Privado del Rector de la Universidad de Colima de febrero de 1997 a junio de 2003, para después asumir el cargo de Secretario General de la Universidad de Colima de junio de 2003 a enero de 2005. En febrero de 2005 inició su primer período como Rector de la Universidad de Colima. Fue presidente del Consorcio de Universidades Mexicanas; titular de la Comisión de Defensa de la Autonomía Universitaria Región México y presidente de Movilidad Universitaria Asia-Pacífico.
| Predecesor: Carlos Salazar Silva | Rector de la Universidad de Colima 2005 - 2012 | Sucesor: Ramón Arturo Cedillo Nakay |